# Оводівка
Ово́дівка —  село в Україні, у Тростянецькій міській громаді Охтирського району Сумської області. Населення становить 13 осіб. Колишній орган місцевого самоврядування — Станівська сільська рада.

## Географія
Село Оводівка знаходиться біля витоків річки Буймер, нижче за течією на відстані 1 км розташоване село Братське. Село оточене великим лісовим масивом (дуб). Поруч проходить автомобільна дорога Т 1913.